# Rathaussteg
Der Rathaussteg über die Reuss in der Schweizer Stadt Luzern verbindet das Luzerner Theater an der Bahnhofstrasse mit dem Rathaus in der Altstadt.

## Konstruktion
Die Betonbalkenbrücke wurde 1961 auf der alten Pfahlfundation der Vorgängerbrücke neu erstellt. Das Bauwerk ist über der Fahrbahn mit reich verzierten schmiedeeisernen Geländern und gusseisernen Kandelabern geschmückt. 
Der Steg wurde 2014 umfassend saniert und verstärkt.

## Geschichte
Der heutige Übergang ersetzte eine eiserne Fachwerkbrücke von 1899.

## Nutzung
Die Fussgängerbrücke wird durchschnittlich von 13'300 Personen pro Tag überquert (Stand 2017).
Damit es nicht zu Staus und Massenpanik kommt, sperrt die Polizei während der Luzerner Fasnacht seit 2017 den Zugang zur Luzerner Altstadt bei zu grossem Gedränge. Der Rathaussteg darf dann nur noch altstadtauswärts benutzt werden.
Beidseitige Treppen machen den Übergang nicht behindertengerecht.